# Thomisus dhakuriensis
Thomisus dhakuriensis là một loài nhện trong họ Thomisidae.
Loài này thuộc chi Thomisus. Thomisus dhakuriensis được Benoy Krishna Tikader miêu tả năm 1960.